# منتخب موريتانيا لكرة القدم للسيدات
منتخب موريتانيا لكرة القدم للسيدات هو الممثل الرسمي لموريتانيا لرياضة كرة القدم.